# جسی متکالف
جسی متکالف (انگلیسی: Jesse Metcalfe؛ زاده ۹ دسامبر ۱۹۷۸) یک هنرپیشه اهل ایالات متحده آمریکا است. وی از سال ۱۹۹۹ میلادی تاکنون مشغول فعالیت بوده‌است.
از فیلم های معروف او می توان به بازی در نقشه فرار ۲: جهنم، جان تاکر باید بمیرد، طلوع مرگ و سوار بر بال و دعا اشاره کرد.